# 谷物
穀物主要指禾本科粮食作物及其种子，包括大米、小麦、玉米、小米以及其他雜穀，如高粱、野米、燕麦、薏仁米等，其所含营养物质主要为糖类，主要是淀粉，其次是蛋白质，是許多地区人民的传统糧食。
在一些发展中国家，日常食物主要是以大米、小麦、玉米、小米為主，在已開發國家，谷物消耗量較少，但仍然是食物中不可少的一部份。
有些非禾本科植物的種子也像谷物一樣可以作為糧食，像藜麥及蕎麥，這類的種子稱為準穀物或假穀物。

## 歷史
最早的谷物种植出现在12,000年前中东地区的新月沃土。二粒小麦、一粒小麦、大麦被称为新石器时代农业发展的三大奠基农作物（新石器时代奠基农作物）。
中国在先秦即有五穀之说，最早见于《论语》，指稻、黍、稷、麦、菽物种作物，其种子稱作稻米、黍米、粟米、麥粒、菽豆。

## 分类
| 水稻 | \| \| 籼稻 \| \| \| \| \| \| 粳稻 \| \| \| \| |
|      | \| \| 籼稻 \| \| \| \| \| \| 粳稻 \| \| \| \| |
|      | 光稃稻                                        |
|      |                                               |
|      | 籼稻                                          |
|      |                                               |
|      | 粳稻                                          |
|      |                                               |

|  | 籼稻 |
|  |      |
|  | 粳稻 |
|  |      |

|  | 小麦属             |
|  |                    |
|  | 大麦属：大麦、青稞 |
|  |                    |
|  | 燕麦属             |
|  |                    |
|  | 裸麦属：黑麦       |
|  |                    |

| 水稻 | \| \| 籼稻 \| \| \| \| \| \| 粳稻 \| \| \| \| |
|      | \| \| 籼稻 \| \| \| \| \| \| 粳稻 \| \| \| \| |
|      | 光稃稻                                        |
|      |                                               |
|      | 籼稻                                          |
|      |                                               |
|      | 粳稻                                          |
|      |                                               |

|  | 籼稻 |
|  |      |
|  | 粳稻 |
|  |      |

|  | 小麦属             |
|  |                    |
|  | 大麦属：大麦、青稞 |
|  |                    |
|  | 燕麦属             |
|  |                    |
|  | 裸麦属：黑麦       |
|  |                    |

## 產量
下表中列出1961年、2010年、2011年、2012年及2013年的谷物年產量，依2012年的產量排名。其中只有蕎麥和藜麥是假穀類，其他都是真正的穀類。
| 穀類     | 世界年產量 （百萬公噸） | 世界年產量 （百萬公噸） | 世界年產量 （百萬公噸） | 世界年產量 （百萬公噸） | 世界年產量 （百萬公噸） | 註解 |
| 穀類     | 2013                    | 2012                    | 2011                    | 2010                    | 1961                    | 註解 |
| -------- | ----------------------- | ----------------------- | ----------------------- | ----------------------- | ----------------------- | --- |
| 玉米     | 1016                    | 872                     | 888                     | 851                     | 205                     | 是許多美洲人、非洲人的主食，也是世界各地牲畜的飼料。大部份的玉米都不是為了人類的消費而種植，玉米也可以用來生產墨西哥松露，也間接供人類食用。 |
| 大米     | 745                     | 720                     | 725                     | 703                     | 285                     | 熱帶及一些溫帶地區的主要谷物。是巴西大部份地區（不過王米和木薯在一些區域比米更重要）、拉丁美洲其他地區、其他衍生自葡萄牙文化的地區、非洲部份地區（甚至在哥倫布大交換之前）及南亞及遠東大部份地區的主食。不過因為南島民族的擴張，南亞的主食有些已由大米轉變為麵包樹的果子。 |
| 小麥     | 713                     | 671                     | 699                     | 650                     | 222                     | 溫帶地區的主要谷物。全球都有人食用，是北美、歐洲、澳洲、紐西蘭、大部份南美洲南錐體以及大部份的大中東地區的主食。小麥可製作麵粉及麵包，而用麵粉製作的面筋製品是東亞的重要食品（重要性次於豆腐），而且有類似肉的口感，可以作為素食的素肉。                                   |
| 大麥     | 144                     | 133                     | 133                     | 124                     | 72                      | 可以製作麥芽及牲口的飼料 |
| 高粱     | 61                      | 57                      | 58                      | 60                      | 41                      | 亞洲及非洲的重要谷物，也是全球重要的牲口飼料 |
| 雜穀     | 30                      | 30                      | 27                      | 33                      | 26                      | 許多不同穀類的通稱，是亞洲及非洲的重要穀物 |
| 燕麥     | 23                      | 21                      | 22                      | 20                      | 50                      | 以前曾是蘇格蘭的主食，是全球受歡迎的冬季早餐食物，也是牲口的飼料。 |
| 黑麥     | 16                      | 15                      | 13                      | 12                      | 12                      | 寒帶氣候的重要作物 |
| 小黑麥   | 14.5                    | 14                      | 13                      | 14                      | 35                      | 小麥和黑麥的雜交種，長成後類似黑麥 |
| 蕎麥     | 2.5                     | 2.3                     | 2.3                     | 1.4                     | 2.5                     | 屬於假穀類，是蓼科植物的種子，不是禾本科的種子，是歐亞、美國小區域以及巴西的食物。常用來製作薄烤餅及麵食。 |
| 非洲小米 | 0.6                     | 0.59                    | 0.59                    | 0.57                    | 0.18                    | 非洲一些地區的主要糧食 |
| 藜麥     | 0.10                    | 0.08                    | 0.08                    | 0.08                    | 0.03                    | 屬於假穀類，是安地斯山脈的傳統食物 |

玉米、大米及小麥佔了2012年所有谷物生產量的89%，及2009年所有食物熱量中的43%，不過燕麥和小黑麥的產量已比1960年代的產量要少。
其他的一些谷物在一些區域有其重要性，但全球的產量不大，因此未列在联合国粮食及农业组织的統計資料中，這些谷物有：
- 苔麸：衣索匹亞的古老谷物，食含纖維及蛋白質，會磨粉來作英杰拉，也會像穀粉一樣，當作溫的谷物早餐食用，且加入巧克力或核果等。有些天然食品店中會賣苔麸的全谷物製品或是其磨好的粉。
- 菰属，在北美有小量種殖。
- 苋属穀物（英语：Amaranth grain）：早期的準穀類，曾在阿兹特克帝国種殖，現在在非洲許多地區都有。
- 白藜（英语：Kañiwa）：藜麥的近親。

以下是一些曾經馴化的麥類，有些是在農業史的早期就馴化的：
- 斯佩耳特小麦：一般小麦的近親。
- 一粒小麦：小麥屬中最原始的二倍體栽培種。
- 埃默：新月沃土最早馴化的麥類之一。
- 硬粒小麦：唯一正在種殖的四倍體小麦，用來製作粗粒小麥粉。
- 卡姆：有硬粒小麦有關，具體時間不明。

2013年全球谷物产量达到创纪录的25.21亿吨。2014年7月，联合国粮农组织预计2014年谷物产量将微跌至24.98亿吨。

## 分布
- 稻米產量
- 小麦產量

## 農業

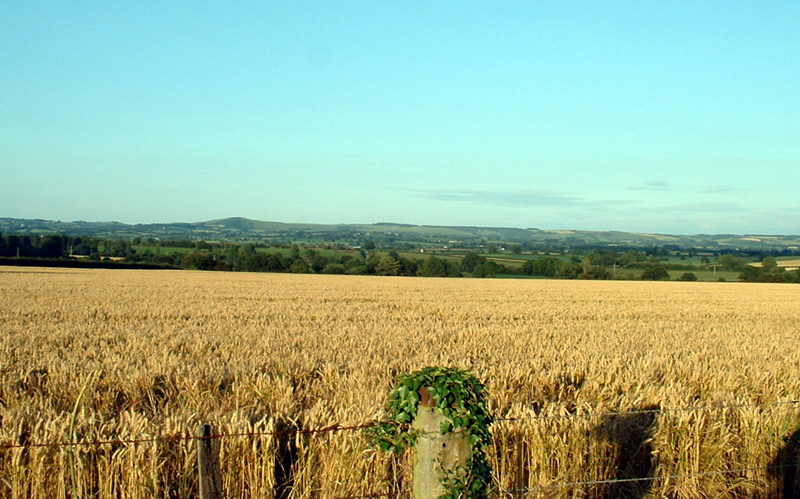
英國的小麦田

雖然每個物種有其特殊性，不過穀類的種植大體上是相近的。大部份的穀類是一年生植物，因此每播種一次就會有一次收穫。小麥、黑麥、小黑麥、大麥及斯佩耳特小麥是涼季（cool-season）谷物，這些是耐寒植物，在溫和的天氣下長的很好，但在天氣熱時會停止生長（約30度，但依品種而不同）。溫季（warm-season）谷物較適應炎熱的氣候。黑麥及大麥是最耐寒的谷物，可以在西伯利亚及亞北極過冬。許多涼季谷物可以種植在熱帶地區，不過有些只能種在較涼爽的高地，在那裡可以一年收成幾次。
最近數十年來，也開始注意多年生的谷物，其好處是有助於侵蚀控制、減少肥料的使用、農夫的成本也較少。雖然研究仍只在前期階段，位在堪薩斯州薩利納的土地研究所已創造出一個產量不錯的品種。
。

### 種植

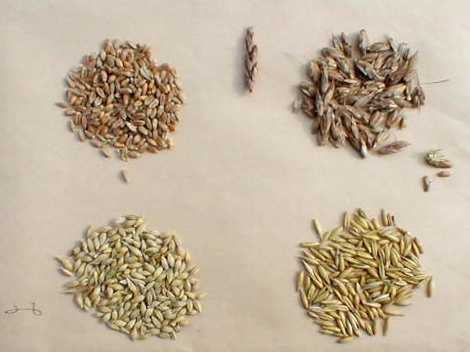
谷物種子，從左到右分別是小麥、斯佩耳特小麥、大麥及燕麥

溫季谷物生長在熱帶及亞熱帶、氣候較溫和，沒有霜的低地。稻米一般生長在水田中，不過有些品種生長在乾地，而像玉米可以在缺水的環境下生長。
涼季谷物較適應溫帶氣候，大部份可分為冬季型及春季型。冬季型的谷物在秋季播種、發芽和生長，在冬季會潛伏，在春季會繼續成長，在春末或是夏初會成熟。這種種植方式可以將水最有效利用，而且在田地可以空下來，種植其他的作物。
冬季型的谷物因為需要春化现象的影響，在冬天不會開花，在春天才會開花。若冬天太暖和或是超過谷物耐寒的程度，農民會改種春季型谷物，在春天一開始就種植，在同一年的夏末成熟，沒有春化现象。不過春季型谷物需要的灌溉較多，且收成不如冬季型的谷物。

### 週期

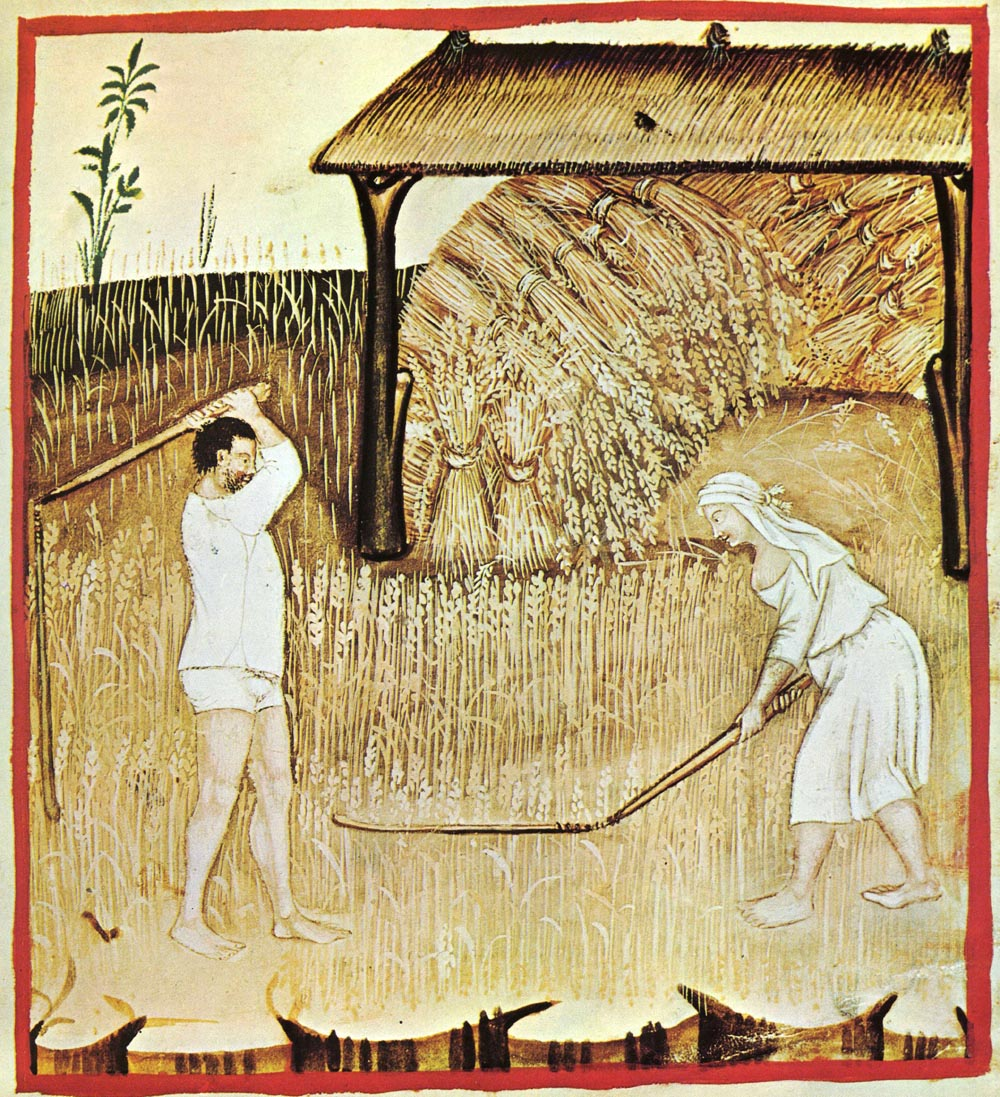
十四世紀《健康全書》中的脫粒

當谷物長出種子時，表示已完成其生命週期，植物會死亡及枯萎。當植物及其谷物都相當乾燥時，就可以收割了。
在已開發國家，穀物一般是用機械收割，例如联合收割机，可以在田間直接割下穀物、脫粒並且揚穀。在開發中國家則會視勞工的成本有不同的收割方式，從联合收割机到大鐮等手工具等。
若作物是在雨季收成，谷物可能沒有適當的乾燥，在儲存時容易變質，因此會再配合一個乾燥的設備使其乾燥。
在北美洲，農夫在收成後會將剛收成的穀物送到穀物倉庫中，是大型的倉儲設施，合併了許多農民的收成。農民可以在交貨時直接售出穀物，或是保留所有權，等待之後販售。穀物倉庫可以避免害蟲、鼠類和鳥類破壞穀物。

## 營養價值
未精製的谷物（全谷物）含有大量的維生素、膳食礦物質、糖類、脂肪、油脂、纖維素以及蛋白質，但是在精製的過程中會去除糠和穀物胚芽，留下的胚乳中只含有糖类，缺乏其他的營養物质。
有些穀物缺乏必需胺基酸離胺酸，因此許多素食的文化中，除了攝取穀物也會攝取莢果，以補充離胺酸，達到飲食的平衡。不過許多豆類缺乏另一種穀物有的必需胺基酸甲硫氨酸，因此對素食的人而言，需攝取穀物和莢果才是營養均衡的飲食。這類的飲食像是南亞及孟加拉族吃木豆和米、巴基斯坦及北印度吃木豆和麥子，以及其他許多文化中吃豆和玉米餅、米和豆腐、白麵包和花生醬等。穀物的粗蛋白量是以穀物中粗蛋白的比例為準。

## 成長階段的表示
為了說明谷物正處於哪一個成長階段，農業學家訂定了一些成長階段的表示法，像Zadoks表示法是由丹麦的植物學家Jan C. Zadoks發明，用00到99的二位數數字表示谷物正處於哪一個成長階段，而Feekes表示法主要用在美國
，用1到11.4之間的數字表示谷物的成長階段。此外還有BBCH表示法等。

## 標準
國際標準化組織（ISO）已發佈了一系列有關在ICS 67.060範圍下，谷物製品的標準。

## 延伸阅读
[在维基数据编辑]
 《欽定古今圖書集成·博物彙編·草木典·禾穀部》，出自陈梦雷《古今圖書集成》